# TOKYO BARDO
『TOKYO BARDO』（東京バルド）は、原作俵喜都、作画麻生我等による日本の漫画作品。スクウェア・エニックスの『ヤングガンガン』にて、2009年3号から2011年5号まで連載されていた。

## 登場人物
比良坂 深雪（ひらさか みゆき）

矢野 真之（やの まさゆき）

比良坂 夏喜（ひらさか なつき）

高遠 亜由美（たかとう あゆみ）

比良坂 慈光（ひらさか じこう）

羽村 真緒（はむら まお）

安部 道順（あべ どうじゅん）

正岡 慎一郎（まさおか しんいちろう）

辻 綾子（つじ あやこ）

西崎 悠一（にしざき ゆういち）

塚原 芳郎（つかはら よしろう）

塚原 誓（つかはら ちかう）

矢野 繁（やの しげる）

## 単行本
スクウェア・エニックスよりヤングガンガンコミックスとして単行本全5巻が発行。
1. ISBN 978-4-7575-2626-6（2009年7月）
2. ISBN 978-4-7575-2760-7（2009年12月）
3. ISBN 978-4-7575-2946-5（2010年7月）
4. ISBN 978-4-7575-3175-8（2011年4月）
5. ISBN 978-4-7575-3176-5（2011年4月）